# Риашуэлу (Сержипи)
Риашуэлу (порт. Riachuelo)  —  муниципалитет в Бразилии, входит в штат Сержипи. Составная часть мезорегиона Восток штата Сержипи. Входит в экономико-статистический  микрорегион Байшу-Котингиба. Население составляет 8919 человек на 2006 год. Занимает площадь 78,6 км². Плотность населения — 113,47 чел./км².

## История
Город основан в 1874 году.

## Статистика
- Валовой внутренний продукт на 2004 составляет 68.335.206,00 реалов (данные: Бразильский институт географии и статистики).
- Валовой внутренний продукт на душу населения на 2004 составляет 7.818,67 реалов (данные: Бразильский институт географии и статистики).
- Индекс развития человеческого потенциала на 2000 составляет 0,671 (данные: Программа развития ООН).